# Número entero

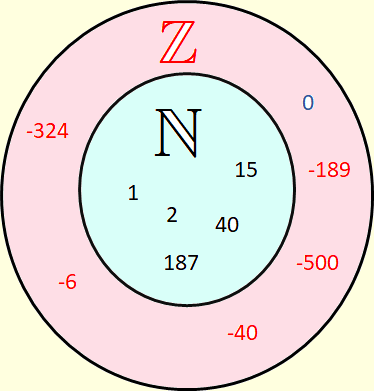
El conjunto de números enteros (Z) está formado por los números naturales (N) y los números negativos no fraccionarios.

Un número entero es un elemento del conjunto numérico que contiene los números naturales; que son {\displaystyle \mathbb {N} =\{0,1,2,3,4,\cdots \}}  o  {\displaystyle \mathbb {N} ^{\ast }=\{1,2,3,4,\cdots \}}; dependiendo de cómo se definan, sus opuestos, y en la segunda definición, además el cero. Los enteros negativos, como −1 o −13 (se leen «menos uno», «menos trece», etc.), son menores que cero y también son menores que todos los enteros positivos. Para resaltar la diferencia entre positivos y negativos, se puede escribir un signo «menos» delante de los negativos: -1, -5, etc. Y si no se escribe signo al número se asume que es positivo.
El conjunto de todos los números enteros se representa por la letra {\displaystyle \mathbb {Z} =\{...,-4,-3,-2,-1,0,+1,+2,+3,\,\dots \}} letra inicial del vocablo alemán Zahlen («números», pronunciado [ˈtsaːlən]). En la recta numérica los números negativos se encuentran a la izquierda del cero y los positivos a su derecha.
Los números enteros pueden sumarse, restarse, multiplicarse y dividirse, siguiendo el modelo de los números naturales añadiendo unas normas para el uso del signo.
Los números enteros extienden la utilidad de los números naturales para contar cosas. Pueden utilizarse para contabilizar pérdidas: si en un colegio entran 80 alumnos nuevos de primer curso un cierto año, pero hay 100 alumnos de último curso que pasaron a educación secundaria, en total habrá 100 − 80 = 20 alumnos menos; pero también puede decirse que dicho número ha aumentado en 80 − 100 = −20 alumnos.
Ciertas magnitudes, como la temperatura o la altura, usan valores por debajo del cero. La altura del Everest es 8848 metros por encima del nivel del mar, y por el contrario, la orilla del mar Muerto está 423 metros por debajo del nivel del mar; es decir, su altura se puede expresar como −423 m.

## Historia
La palabra entero procede del latín integer que significa "entero" o (literalmente) "intacto", de in ("no") más tangere ("tocar"). "Entire" deriva del mismo origen a través de la palabra French entier, que significa tanto entero como entero. Históricamente el término se utilizaba para un número que era múltiplo de 1, o a la parte entera de un número mixto. Sólo se consideraban enteros positivos, lo que convertía el término en sinónimo de número natural. La definición de número entero se amplió con el tiempo para incluir número negativos a medida que se reconoció su utilidad. Por ejemplo Leonhard Euler en su 1765 Elementos de Álgebra definió los números enteros para incluir tanto los números positivos como los negativos. Sin embargo, los matemáticos europeos, en su mayor parte, se resistieron al concepto de números negativos hasta mediados del siglo XIX.
El uso de la letra Z para denotar el conjunto de los números enteros proviene de la palabra alemán Zahlen ("números") y se ha atribuido a David Hilbert. El uso más antiguo conocido de la notación en un libro de texto se produce en Algébre escrito por el colectivo Nicolas Bourbaki, que data de 1947. La notación no se adoptó inmediatamente, por ejemplo otro libro de texto utilizaba la letra J y en un artículo de 1960 se utilizó Z para designar los enteros no negativos. Pero en 1961, Z se utilizaba generalmente en los textos modernos de álgebra para designar los enteros positivos y negativos.
El símbolo {\displaystyle \mathbb {Z} } es a menudo anotado para denotar varios conjuntos, con uso variable entre diferentes autores: {\displaystyle \mathbb {Z} ^{+}},{\displaystyle \mathbb {Z} _{+}} o {\displaystyle \mathbb {Z} ^{>}} para los enteros positivos, {\displaystyle \mathbb {Z} ^{0+}} o {\displaystyle \mathbb {Z} ^{\geq }} para los enteros no negativos, y {\displaystyle \mathbb {Z} ^{\neq }} para los enteros distintos de cero. Algunos autores usan {\displaystyle \mathbb {Z} ^{*}} para enteros no nulos, mientras que otros lo usan para enteros no negativos, o para -1, 1 (el grupo de unidades de {\displaystyle \mathbb {Z} }). Además, {\displaystyle \mathbb {Z} _{p}} se utiliza para denotar ya sea el conjunto de integros de módulo p (es decir, el conjunto de clases de congruencia de enteros), o el conjunto de p-ádicos.
Los números enteros fueron sinónimos de los enteros hasta principios de la década de 1950. A finales de la década de 1950, como parte del movimiento Matemática moderna, Los profesores de primaria estadounidenses empezaron a enseñar que los "números enteros" se referían a los números naturales, excluyendo los números negativos, mientras que los "enteros" incluían los números negativos."Número entero" sigue siendo ambiguo en la actualidad.

## Introducción
Los números negativos son necesarios para realizar operaciones como:
3 − 5 = ?
Cuando el minuendo es más pequeño que el sustraendo, la resta no puede realizarse con números naturales. Sin embargo, hay situaciones en las que es útil el concepto de números negativos, como por ejemplo al hablar de ganancias y pérdidas:
Ejemplo: Un hombre juega a la ruleta dos días seguidos. Si el primero gana 2000 pesos y al día siguiente pierde 1000, el hombre ganó en total 2000 − 1000 = $ 1000. Sin embargo, si el primer día gana 500 y al siguiente pierde 2000, se dice que perdió en total 2000 − 500 = $ 1500. La expresión usada cambia en cada caso: ganó en total o perdió en total, dependiendo de si las ganancias fueron mayores que las pérdidas o viceversa. Estas dos posibilidades se pueden expresar utilizando el signo de los números negativos (o positivos): en el primer caso ganó en total 2000 − 1000 = + $ 1000 y en el segundo ganó en total 500 − 2000 = − $ 1500. Así, se entiende que una pérdida es una ganancia negativa.

### Números con signo
Los números naturales 0, 1, 2, 3,... son los números ordinarios que se utilizan para contar. Al añadirles un signo menos («−») delante se obtienen los números negativos:
| Un número entero negativo es un número natural como 1, 2, 3, etc. precedido de un signo menos, «−». Por ejemplo −1, −2, −3, etcétera. Se leen «menos 1», «menos 2», «menos 3»,... |

Además, para diferenciarlos mejor, a los números naturales se les añade un signo más («+») delante y se les llama números positivos.
| Un número entero positivo es un número natural como 1, 2, 3,... precedido de un signo más. «+». |

El cero no es positivo ni negativo, y puede escribirse con signo más o menos o sin signo indistintamente, ya que sumar o restar cero es igual a no hacer nada. Toda esta colección de números son los llamados «enteros».
| Los números enteros son el conjunto de todos los números enteros con signo (positivos y negativos) junto con el 0. Se les representa por la letra Z, también escrita en «negrita de pizarra» como ℤ : {\displaystyle \mathbb {Z} =\{\dots ,-2,-1,0,+1,+2,\dots \}} |

### La recta numérica
Los números enteros negativos son menores que todos los positivos y que el cero. Es decir, todo número que se encuentra ubicado a la derecha es mayor que el número que se encuentra ubicado a la izquierda. Para entender como están ordenados se utiliza la recta numérica:
Se ve con esta representación que los números negativos son más pequeños cuanto más a la izquierda, es decir, cuanto mayor es el número tras el signo. A este número se le llama el valor absoluto:
| El valor absoluto de un número entero es la distancia que hay del origen (cero) hasta un punto dado. El valor absoluto de 0 es simplemente 0. Se representa por dos barras verticales «\|». |

Ejemplos. |+5| = 5 , |−2| = 2 , |0| = 0.
El orden de los números enteros puede resumirse en:
| El orden de los números enteros se define como: - Dados dos números enteros de signos distintos, +a y −b, el negativo es menor que el positivo: −b < +a. - Dados dos números enteros con el mismo signo, el menor de los dos números es: - El de menor valor absoluto, si el signo común es «+». - El de mayor valor absoluto, si el signo común es «−». - El cero, 0, es menor que todos los positivos y mayor que todos los negativos. |

Ejemplos. +23 > −56 , +31 < +47 , −15 < −9 , 0 > −36

## Operaciones con números enteros
Los números enteros pueden sumarse, restarse, multiplicarse y dividirse, igual que puede hacerse con los números naturales.

### Adición

En esta figura, el valor absoluto y el signo de un número se representan por el tamaño del círculo y su color.

En la suma de dos números enteros, se determina por separado el signo y el valor absoluto del resultado.
| Para sumar dos números enteros, se determina el signo y el valor absoluto del resultado del siguiente modo: - Si ambos sumandos tienen el mismo signo: ese es también el signo del resultado, y su valor absoluto es la suma de los valores absolutos de los sumandos. - Si ambos sumandos tienen distinto signo: - El signo del resultado es el signo del sumando con mayor valor absoluto. - El valor absoluto del resultado es la diferencia entre el mayor valor absoluto y el menor valor absoluto, de entre los dos sumandos. |

Ejemplos. (+21) + (−13) = +8 , (+17) + (+26) = +43 , (−41) + (+19) = −22 , (−33) + (−28) = −61
La suma de números enteros se comporta de manera similar a la suma de números naturales:
| La suma de números enteros cumple las siguientes propiedades: - Propiedad asociativa. Dados tres números enteros a, b y c, las sumas (a + b) + c y a + (b + c) son iguales. - Propiedad conmutativa. Dados dos números enteros a y b, las sumas a + b y b + a son iguales. - Elemento neutro. Todos los números enteros a quedan inalterados al sumarles 0: a + 0 = a. |

Ejemplo.

1. Propiedad asociativa:
[ (−13) + (+25) ] + (+32) = (+12) + (+32) = (+44)
(−13) + [ (+25) + (+32) ] = (−13) + (+57) = (+44)
2. Propiedad conmutativa:
(+9) + (−17) = −8
(−17) + (+9) = −8

Además, la suma de números enteros posee una propiedad adicional que no tienen los números naturales:
| Elemento opuesto o simétrico: Para cada número entero a, existe otro entero −a, que sumado al primero resulta en cero: a + (−a) = 0. |

### Sustracción
La resta de números enteros es muy sencilla, ya que ahora es un caso particular de la suma.
| La resta de dos números enteros (minuendo menos sustraendo) se realiza sumando el minuendo más el sustraendo cambiando de signo. |

Ejemplos

(+10) − (−5) = (+10) + (+5) = +15 
(−7) − (+6) = (−7) + (−6) = −13 
(−4) − (−8) = (−4) + (+8) = + 4
(+2) − (+9) = (+2) + (−9) = −7

### Multiplicación y División
La multiplicación y división de números enteros, al igual que la suma, requiere determinar por separado el signo y valor absoluto del resultado.
| En la multiplicación y en la división de dos números enteros se determinan el valor absoluto y el signo del resultado de la siguiente manera: - El valor absoluto es el producto (o cociente) de los valores absolutos de los factores (o del dividendo y divisor). - El signo es «+» si los signos de los factores (o del dividendo y divisor) son iguales, y «−» si son distintos. |

Para recordar el signo del resultado, también se utiliza la regla de los signos:
| Regla de los signos - Multiplicación - (+) × (+)=(+) Más por más igual a más. - (+) × (−)=(−) Más por menos igual a menos. - (−) × (+)=(−) Menos por más igual a menos. - (−) × (−)=(+) Menos por menos igual a más. |

| Regla de los signos - División - (+) : (+)=(+) Más entre más igual a más. - (+) : (−)=(−) Más entre menos igual a menos. - (−) : (+)=(−) Menos entre más igual a menos. - (−) : (−)=(+) Menos entre menos igual a más. |

Ejemplos multiplicación. (+5) × (+3) = +15 , (+4) × (-6) = -24 , (−7) × (+8) = −56 , (−9) × (−2) = +18.
Ejemplos división. (+15) : (+3) = +5 , (+12) : (-6) = -2 , (−16) : (+4) = −4 , (−18) : (−2) = +9.

La multiplicación de números enteros tiene también propiedades similares a la de números naturales:
| La multiplicación de números enteros cumple las siguientes propiedades: - Propiedad asociativa. Dados tres números enteros a, b y c, los productos (a × b) × c y a × (b × c) son iguales. - Propiedad conmutativa. Dados dos números enteros a y b, los productos a × b y b × a son iguales. - Elemento neutro. Todos los números enteros a quedan inalterados al multiplicarlos por 1: a × 1 = a. |

Ejemplo.
1. Propiedad asociativa:

1. [ (−7) × (+4) ] × (+5) = (−28) × (+5) = −140
(−7) × [ (+4) × (+5) ] = (−7) × (+20) = −140
2. Propiedad conmutativa:
(−6) × (+9) = −54
(+9) × (−6) = −54

La suma y multiplicación de números enteros están relacionadas, al igual que los números naturales, por la propiedad distributiva:
| Propiedad distributiva. Dados tres números enteros a, b y c, el producto a × (b + c) y la suma de productos (a × b) + (a × c) son idénticos. |

Ejemplo.
- (−7) × [ (−2) + (+5) ] = (−7) × (+3) = −21
- [ (−7) × (−2) ] + [ (−7) × (+5) ] = (+14) + (−35) = −21

La división de números enteros no tiene las propiedades asociativa, conmutativa ni la distributiva.

## Propiedades algebraicas
- El conjunto de los números enteros, considerado junto con sus operaciones de adición y multiplicación, tiene una estructura que en matemáticas se denomina anillo; y posee una relación de orden. Los números enteros pueden además construirse a partir de los números naturales mediante clases de equivalencia.

Podemos ampliar esta estructura a la de dominio de integridad totalmente ordenado, ya que es un anillo sin divisores de cero y con un orden total